# Giovanni Ferrari
Giovanni Vincenzo Ferrari (Alessandria, 6 december 1907 – Milaan, 2 december 1982) was een Italiaans voetballer die speelde als middenvelder en als midvoor. Hij wordt beschouwd als een van de beste spelers van zijn generatie en een van de beste Italiaanse spelers ooit. Hij heeft de Serie A een recordaantal van acht keer gewonnen, evenals twee opeenvolgende WK- titels (in 1934 en 1938) met het Italiaanse voetbalelftal. Samen met Giuseppe Meazza en Eraldo Monzeglio is hij een van de slechts drie Italiaanse spelers die twee Wereldbekers hebben gewonnen.

## Clubcarrière
Ferrari werd geboren in Alessandria, Italië, en begon zijn voetbalcarrière bij de lokale club Alessandria Calcio in de Prima Divisione in 1923, en maakte zijn debuut in de nieuw opgerichte Serie A op 6 oktober 1929, in een 3-1 thuisoverwinning op Roma. Hij bleef bij de club tot 1930, met uitzondering van een korte uitleenbeurt bij Internaples tijdens het seizoen 1925/26 . Hij speelde in zeven jaar tijd (1923-1930) 122 wedstrijden voor Alessandria Calcio. Het jaar daarop stapte Ferrari over naar Juventus FC en kreeg het rugnummer 10. Over een periode van vijf jaar (1930–1935) speelde hij 125 wedstrijden en scoorde hij 35 doelpunten voor de wit-zwarten. De volgende stap die Ferrari zou maken, was naar Inter in 1935 en vervolgens naar Bologna voor het seizoen 1940/41, voordat hij terugkeerde naar Juventus voor het laatste seizoen van zijn carrière. Hierin fungeerde hij ook als coach. Na zijn seizoen als speler/coach bij Juventus, was Ferrari van 1942 tot 1943 coach van Inter.
Ferrari was een van de grootste spelers ooit uit Italië en won vijf landstitels met Juventus, twee met Inter en één met Bologna. Samen met Giuseppe Furino en Gianluigi Buffon is hij een van slechts drie spelers die een Italiaans record van acht Serie A- titels hebben behaald (Ciro Ferrara zou er ook acht hebben gewonnen als de titel van Juventus 2004-05 niet was ingetrokken vanwege de club's betrokkenheid bij het Italiaanse Calciopoli-schandaal uit 2006; Virginio Rosetta won ook acht nationale kampioenschappen, maar drie daarvan kwamen vóór de vorming van een professionele Serie A). Ferrari is ook een van de zes voetballers die de Serie A-titel heeft gewonnen met drie verschillende clubs, een prestatie die hij met Juventus, Inter en Bologna wist te behalen; de andere vijf spelers die dezelfde prestatie hebben geleverd zijn Filippo Cavalli, Aldo Serena, Pietro Fanna, Sergio Gori en Attilio Lombardo.

## Internationale carrière
Met het Italiaanse nationale team won Ferrari als speler twee opeenvolgende Wereldbekers (in 1934 en 1938), samen met teamgenoten als Giuseppe Meazza en Eraldo Monzeglio. Daarnaast won hij met Italië de Centraal-Europese Internationale Beker, die plaatsvond tussen 1933 en 1935. In totaal kwam hij tussen 1930 en 1938 tot 44 interlands, waarin hij veertien keer doel trof. Later was hij van 1960 tot 1962 bondscoach van Italië en leidde hij samen met Paolo Mazza Italië tijdens het WK van 1962.

## Privéleven
Ferrari stierf in Milaan in 1982, op 74-jarige leeftijd.

## Erelijst

### Club
Juventus
- Serie A : 1930–31, 1931–32, 1932–33, 1933–34, 1934–35

Internazionale
- Serie A : 1937–38, 1939–40
- Coppa Italia : 1939

Bologna
- Serie A : 1940–41

### Internationaal
Italië
- Wereldkampioenschap voetbal : 1934, 1938
- Centraal-Europese Internationale Beker : 1933-1935

### Individueel
- Hall of Fame van het Italiaans voetbal : 2011 (postuum)[1][2]